# The Meaning of Love
«The Meaning of Love» (en español, El significado del amor) es el quinto disco sencillo del grupo inglés de música electrónica Depeche Mode, el segundo desprendido de su álbum A Broken Frame, publicado solo en Europa en disco de vinilo de 7 y 12 pulgadas en 1982.
The Meaning of Love es un tema compuesto por Martin Gore, como lado B apareció el tema instrumental Oberkorn (It's a Small Town), que Gore escribió especialmente como introducción para los conciertos de la gira Broken Frame Tour. El grupo español OBK tomó ese nombre inspirados precisamente en el título Oberkorn.
The Meaning of Love fue un sencillo sólo para Europa, sin embargo apareció en América como uno de los lados B de See You, el único del álbum A Broken Frame publicado allá.

## Descripción
The Meaning of Love resultaría un tema menor de DM, aunque relativamente exitoso, con una letra juvenil y un arreglo melódico efectista, su mayor defecto fue la emulación del estilo previo del grupo con Vince Clarke, en realidad sonaba como un tema que él podría haber compuesto. Sin embargo, dado las limitaciones de repertorio se convertiría en un tema frecuente de DM, además, es todavía eminentemente sintético, y en esa época cualquier grupo de música electrónica hacía temas que capitalizaran la artificialidad de sus texturas, por lo cual de algún modo era una pieza electrónicamente lograda.
La melodía es muy básica aunque, como todas las canciones de aquella época de Martin Gore, se buscaba que fuera bailable y sobre todo atractiva para los clubes de baile y el público masivo. Comienza con un efecto de percusión, más o menos fuerte, para de inmediato pasar a una juvenil melodía rápida complementada con un efecto sostenido para acompañar su desenfadada letra sobre “El Significado del Amor”, teniendo coro a dos voces de Gore y de Andrew Fletcher al fin de cada estribillo.

## Formatos
En disco de vinilo
7 pulgadas 7Mute22  The Meaning of Love
| Lado A |                       |          |  |
| N.º    | Título                | Duración |  |
| 1.     | «The Meaning of Love» | 3:05     |  |

| Lado B |                                |          |  |
| N.º    | Título                         | Duración |  |
| 1.     | «Oberkorn (It's a Small Town)» | 4:07     |  |

12 pulgadas 12Mute22  The Meaning of Love
| Lado A |                                        |          |  |
| N.º    | Título                                 | Duración |  |
| 1.     | «The Meaning of Love» (Fairly Odd Mix) | 4:59     |  |

| Lado B |                                                  |          |  |
| N.º    | Título                                           | Duración |  |
| 1.     | «Oberkorn (It's a Small Town)» (Development Mix) | 7:37     |  |

CD 1991
En 1991, The Meaning of Love se publicó en formato digital de CD dada su inclusión en la colección The Singles Boxes 1-3 de ese año, con lo cual apareció en América por primera vez como lado A.
| CDMute22 The Meaning of Love |                                                  |          |  |
| N.º                          | Título                                           | Duración |  |
| 1.                           | «The Meaning of Love»                            | 3:08     |  |
| 2.                           | «Oberkorn (It's a Small Town)»                   | 4:10     |  |
| 3.                           | «The Meaning of Love» (Fairly Odd Mix)           | 5:01     |  |
| 4.                           | «Oberkorn (It's a Small Town)» (Development Mix) | 7:38     |  |

## Vídeo promocional
"The Meaning of Love" fue dirigido por Julien Temple y cuenta con una aparición poco más sustancial de Alan Wilder, quien acabaría integrándose al grupo poco después de concluir la promoción de A Broken Frame.
El vídeo sería uno de los menos gustados al interior de DM, nada más comenzar con la imagen de una pelota refleja su naturaleza casi lúdica.
Los integrantes de Depeche Mode se mostraron sumamente insatisfechos con el video y no se le incluyó en la colección de 1985 Some Great Videos.
Hasta Video Singles Collection de 2016, 34 años después de su publicación, el vídeo de "The Meaning of Love" se incluyó por primera vez en un lanzamiento oficial de DM.

## En directo
The Meaning of Love sería interpretado durante tres giras de DM, también por lo limitado del repertorio del grupo en aquella época más que por verdadera aceptación o popularidad, el See You Tour donde fuera un adelanto del álbum A Broken Frame, después en el correspondiente Broken Frame Tour, y por último en el Construction Tour, tras de las cuales fue reemplazado por temas con un planteamiento lírico mucho más duro.
Como se menciona, Oberkorn (It's a Small Town) se utilizó como intro instrumental en los conciertos del Broken Frame Tour.